# Barragem da Vigia
A Barragem da Vigia, cruzando a ribeira do Vale de Vasco, localiza-se entre as freguesias de Redondo e Montoito, no município de Redondo, distrito de Évora, Portugal.
A barragem foi projectada em 1972 e entrou em funcionamento em 1981.

## Barragem
É uma barragem de aterro. Possui uma altura de 30 m acima da fundação (26,25 m acima do terreno natural) e um comprimento de coroamento de 300 m (largura 10 ou 10,25 m). O volume da barragem é de 284.000 m³. Possui uma capacidade de descarga máxima de 31 (descarga de fundo) + 250 (descarregador de cheias) m³/s.

## Albufeira
A albufeira da barragem apresenta uma superfície inundável ao NPA (Nível Pleno de Armazenamento) de 2,62 km² e tem uma capacidade total de 16,725 Mio. m³; a capacidade útil é de 15,58 Mio. m³. As cotas de água na albufeira são: NPA de 224 metros, NMC (Nível Máximo de Cheia) de 224,75 metros e NME (Nível Mínimo de Exploração) de 210 metros.